# David Tattersall
David A. Tattersall (* 14. November 1960 in Barrow-in-Furness, Großbritannien) ist ein britischer Kameramann.

## Leben
Tattersall besuchte das Goldsmiths College in London. Anschließend studierte er an der britischen National Film and Television School in London, wo er begann, sich auf die Kameraarbeit zu spezialisieren.
Der Kurzfilm Salette aus dem Jahre 1986, an dem er mitwirkte, wurde er für einen BAFTA-Award nominiert. Der Film Metropolis Apocalypse wurde 1988 auf dem Filmfestival von Cannes gezeigt. David Tattersall arbeitete mit Regisseuren wie Frank Darabont und George Lucas zusammen. Von 1992 bis 1993 arbeitete er als Kameramann für die von Lucas produzierte Fernsehserie Die Abenteuer des jungen Indiana Jones. Sein Schaffen umfasst rund 60 Produktionen.

## Auszeichnungen
Für seine Arbeit an der Fernsehserie Die Abenteuer des jungen Indiana Jones wurde er 1993 für den Emmy nominiert. 1994 erhielt er für die gleiche Serie eine Nominierung für den von der American Society of Cinematographers verliehenen ASC Award.

## Filmografie (Auswahl)
- 1994: Radioland Murders – Wahnsinn auf Sendung (Radioland Murders)
- 1996: Moll Flanders
- 1997: Con Air
- 1998: Star Force Soldier (Soldier)
- 1999: Star Wars: Episode I – Die dunkle Bedrohung (Star Wars: Episode I – The Phantom Menace)
- 1999: The Green Mile
- 2000: Vertical Limit
- 2001: The Majestic
- 2002: Star Wars: Episode II – Angriff der Klonkrieger (Star Wars: Episode II – Attack of the Clones)
- 2002: James Bond 007 – Stirb an einem anderen Tag (Die Another Day)
- 2003: Lara Croft: Tomb Raider – Die Wiege des Lebens (Lara Croft Tomb Raider: The Cradle of Life)
- 2005: Mord und Margaritas (The Matador)
- 2005: xXx 2 – The Next Level (xXx: State of the Union)
- 2005: Star Wars: Episode III – Die Rache der Sith (Star Wars: Episode III – Revenge of the Sith)
- 2006: Zoom – Akademie für Superhelden (Zoom)
- 2007: Next
- 2007: Hunting Party – Wenn der Jäger zum Gejagten wird (The Hunting Party)
- 2008: Speed Racer
- 2008: Der Tag, an dem die Erde stillstand (The Day the Earth Stood Still)
- 2010: Zahnfee auf Bewährung (Tooth Fairy)
- 2010: Gullivers Reisen – Da kommt was Großes auf uns zu (Gulliver’s Travels)
- 2012: Die Reise zur geheimnisvollen Insel (Journey 2: The Mysterious Island)
- 2013: Paranoia – Riskantes Spiel (Paranoia)
- 2013: Romeo und Julia (Romeo and Juliet)
- 2014: Flug 7500 – Sie sind nicht allein (Flight 7500)
- 2014: Professor Love (Some Kind of Beautiful)
- 2015: Kein Ort ohne dich (The Longest Ride)
- 2017: Death Note
- 2017: The Foreigner
- 2021: The Protégé
- 2022: Memory – Sein letzter Auftrag (Memory)
- 2024: Dirty Angels

## Anmerkung
1. ↑  Initial, genaues Geburtsdatum und Geburtsort lt. Unterlagen des Filmarchivs Kay Weniger